# Wzgórza Sokólskie
Wzgórza Sokólskie (biał. Гродзенскае ўзвышша) – mezoregion fizycznogeograficzny, pasmo wzgórz pomiędzy dolinami Biebrzy, Niemna i Świsłoczy w Polsce (województwie podlaskim), położonych na terenach dawnej zachodniej Grodzieńszczyzny, znajdujących się w granicach Polski i na Białorusi (obwód grodzieński), ciągnące się od Lipska na północy po Krynek na południu. Wzgórza Sokólskie nazywane są również Wzgórzami Dąbrowsko-Sokólskimi lub Wysoczyzną Grodzieńską. Wyróżnia się osobne grzędy końcowo-morenowe – Mogilańską, Kopciowską, Kulewską, Dąbrowską i inne. Spotyka się równiny morenowe (Indurska i Racicka, wysokość 180–210 m).
Cechują się występowaniem wysokich wzgórz morenowych, kemowych i ozowych przypominających krajobraz pojezierzy, jednak bez istniejących współcześnie jezior. Ukształtowane zostały w czasie zlodowacenia Warty (ponad 130 tys. lat temu), a ich materiałem narzutowym są przyniesione przez lodowiec skały ze wschodniej Finlandii i Karelii. W formowaniu wzgórz brały udział lodowce nie mniej niż czterech zlodowaceń.

## Wzgórza Sokólskie w granicach Polski
Wzgórza Sokólskie obejmują w Polsce powierzchnię około 1300 km². Na wzgórzach znajduje się wał morenowy, biegnący od wsi Jałówka przez Rozedrankę do Podkamionki i dalej na wschód do Drahli i Bohonik (w których na szeroką skalę prowadzone są w zakładach górniczych prace wykopaliskowe i żwirownie), Kamionki Starej, gdzie osiąga wysokość 227 m n.p.m. Wysokość położonych na południowy wschód od Sokółki wzniesień dochodzi do 240 m n.p.m. Najwyższe wzniesienie – Góra Wojnowska (na południowy wschód od Sokółki) – osiąga 239,5 m n.p.m., inne wyższe pasma to Góry Karpackie – 229 m n.p.m. Dopływ Biebrzy – Sidra dzieli wzgórza na część zachodnią i wschodnią. Obszar krajobrazu chronionego obejmuje 38742 ha.

## Wzgórza Sokólskie w granicach Białorusi
W granicach Białorusi Wzgórza Sokólskie zlokalizowane są w zachodniej części obwodu grodzieńskiego i stanowią zachodnią część południowo-zachodniego odgałęzienia Grzędy Białoruskiej. Rozciągłość z północy na południe wynosi 60 km, z zachodu na wschód – 40 km. Powierzchnia stanowi 1400 km². Maksymalna wysokość wysoczyzny w granicach Białorusi – 247 m n.p.m., nad Niemnem nie przekracza 157 m. Na południu Wzgórza Sokólskie graniczą z Wysoczyzną Wołkowyską, ma północy i wschodzie – z Niziną Środkowoniemeńską.
Wschodem wysoczyzny przechodzi wąska dolina przełomu Niemna. Na brzegach doliny występują głębokie jary. Jeden z nich – Kałodzieżny Rou – jest geologicznym pomnikiem przyrody rangi państwowej. Około 40% wzgórz pokrywają tereny rolnicze, 9% – lasy sosnowe ze znaczną domieszką dębu, klonu, jesionu, lipy. W dolinie Niemna na stokach głębokich jarów rosną berberys, głóg, róża dzika, a na rozlewiskach rzek – wierzba, brzoza, olsza. Malownicze pagórki Wysoczyzny Grodzieńskiej są popularnym celem weekendowych wycieczek.